# Scotchfort 4
Scotchfort 4 är ett reservat i Kanada.   Det ligger i provinsen Prince Edward Island, i den östra delen av landet, 1 000 km öster om huvudstaden Ottawa.
Omgivningarna runt Scotchfort 4 är en mosaik av jordbruksmark och naturlig växtlighet. Runt Scotchfort 4 är det ganska glesbefolkat, med 25 invånare per kvadratkilometer.